# 基姆薩查塔山 (坎奇斯省)
14.2°0′S 71.33°0′W / 14.200°S 71.330°W
基姆薩查塔山（Quimsachata），是秘魯的火山，位於該國南部庫斯科大區，由坎奇斯省負責管轄，屬於安地斯山脈的一部分，海拔高度3,923米，山體在公元前4,450年形成。